# Jeff Burton

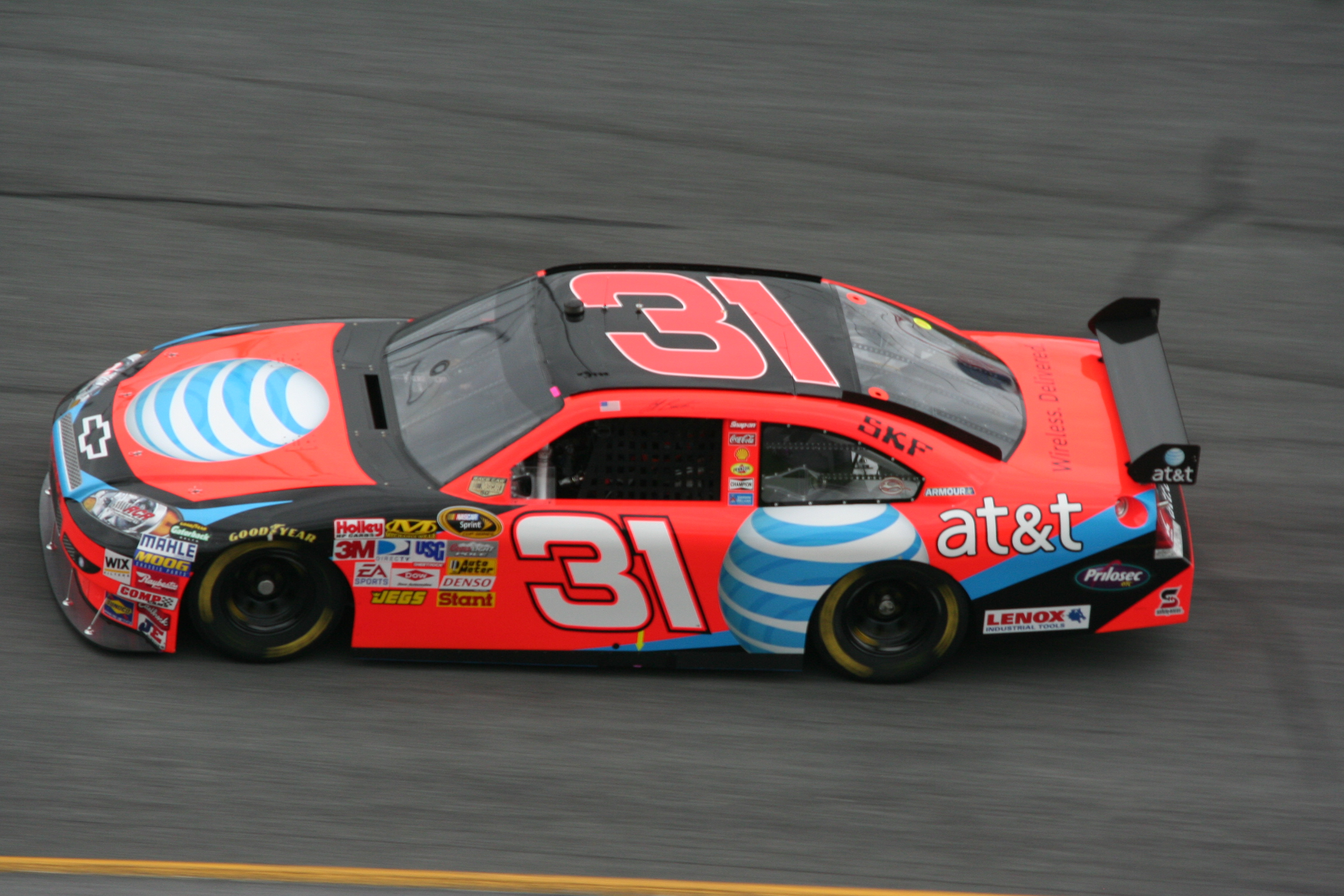
Jeff Burtons Chevrolet uit 2008

Jeff Burton (South Boston (Virginia), 29 juni 1967) is een Amerikaans autocoureur die actief is in de NASCAR Sprint Cup.

## Carrière
Burton startte zijn NASCAR-carrière in 1988 in de Busch Series en won in deze raceklasse voor de eerste keer in 1990 op de Martinsville Speedway. In 1993 maakte hij zijn debuut in de Winston Cup op de New Hampshire Motor Speedway en tijdens zijn eerste fulltime seizoen een jaar later won hij de trofee rookie of the year als beste nieuwe rijder. Zijn eerste overwinning in de hoogste divisie van de NASCAR behaalde hij op de Texas Motor Speedway in 1997. Hij won later dat jaar ook op de New Hampshire Motor Speedway en Martinsville Speedway. In 1999 behaalde hij zes overwinningen, tot nog toe zijn beste resultaat in een jaar.
Op het einde van 2009 had hij tot dan toe eenentwintig races gewonnen in de Sprint Cup en zevenentwintig in de Nationwide Series, de voormalig Busch Series. Zijn beste kampioenschapspositie in de Sprint Cup behaalde hij in 2000 toen hij derde werd achter Bobby Labonte en Dale Earnhardt.

## Resultaten in de NASCAR Sprint Cup
Sprint Cup resultaten (aantal gereden races, polepositions, gewonnen races en positie in het kampioenschap)
| Jaar | Races | Polepositions | Overwinningen | Kampioenschap |
| ---- | ----- | ------------- | ------------- | ------------- |
| 1993 | 1     | 0             | 0             | 83e           |
| 1994 | 30    | 0             | 0             | 24e           |
| 1995 | 29    | 0             | 0             | 32e           |
| 1996 | 30    | 1             | 0             | 13e           |
| 1997 | 30    | 0             | 3             | 4e            |
| 1998 | 33    | 0             | 2             | 5e            |
| 1999 | 34    | 0             | 6             | 5e            |
| 2000 | 34    | 1             | 4             | 3e            |
| 2001 | 36    | 0             | 2             | 10e           |
| 2002 | 36    | 0             | 0             | 12e           |
| 2003 | 36    | 0             | 0             | 12e           |
| 2004 | 36    | 0             | 0             | 18e           |
| 2005 | 36    | 0             | 0             | 18e           |
| 2006 | 36    | 4             | 1             | 7e            |
| 2007 | 36    | 0             | 1             | 8e            |
| 2008 | 36    | 0             | 2             | 6e            |
| 2009 | 36    | 0             | 0             | 17e           |
| 2010 | 36    | 0             | 0             | 12e           |
| 2011 | 36    | 0             | 0             | 20e           |
| 2012 | 36    | 0             | 0             | 19e           |
| 2013 | 36    | 0             | 0             | 20e           |